# Список номинантов на премию «Национальный бестселлер» 2001 года
В 2001 году конкурс на соискание премии «Национальный бестселлер» проводился впервые. В соответствии с Положением о проведении конкурса оргкомитет сформировал список из 89 номинаторов и предложил им выдвинуть на соискание премии одну или две книги — впервые опубликованные на русском языке в течение прошедшего календарного года, или существующую в виде рукописи вне зависимости от года их создания. Предложение принять участие в конкурсе в качестве номинатора было отправлено, в том числе, министру культуры РФ — Михаилу Швыдкой.
Из 89 номинаторов на предложение откликнулись 49 человек, которые сформировали длинный список из 81 произведения. Три номинатора — Нина Воронель, Николай Кононов, Игорь Штокман, наряду с произведениями других авторов выдвинули на участие в конкурсе, свои собственные произведения.
25 произведений (28%) номинировано на соискание премии в виде рукописей.
С самого начала проведения премии, в Положении о проведении премии подчеркивалось, что премия носит открытый характер. Будет известно кто из номинаторов кого номинировал и кто из членов большого жюри за кого голосовал.
В данной статье представлены литературные произведения номинантов на соискание премии «Национальный бестселлер», попавших в длинный список,  короткий список (финалисты) и ставшего победителем (лауреатом) премии «Национальный бестселлер» в сезоне 2001 года.
Список представлен в следующем виде — победитель; короткий список (финалисты), кроме победителя; длинный список — кроме победителя и финалистов.
Для финалистов и победителя в скобках указано сколько баллов набрало данное произведение по итогам голосования членов «большого жюри» за произведения из длинного списка для их отбора в финал.
Произведения в длинном списке упорядочены по фамилиям их авторов, за исключением тех произведений, которые по итогам голосования большого жюри набрали 1 балл и более.
Произведения в коротком списке упорядочены по количеству набранных ими баллов по итогам голосования большого жюри.

## Победитель
1. Леонид Юзефович, «Князь ветра» (номинировано: Владислав Отрошенко, писатель, Москва; голосование БЖ: 5 баллов)

## Короткий список
1. Александр Проханов, «Идущие в ночи» (номинировано: Юрий Бондарев, писатель, Москва; голосование БЖ: 9 баллов)
2. Сергий Болмат, «Сами по себе» (номинировано: Михаил Берг, писатель, радио «Свобода», СПб; голосование БЖ: 8 баллов)
3. Эдуард Лимонов, «Книга мертвых» (номинировано: Валентин Тублин, писатель, Израиль; голосование БЖ: 8 баллов)
4. Дмитрий Быков, «Оправдание» (рукопись, номинировано: Глеб Успенский, издатель, «Вагриус», Москва; голосование БЖ: 6 баллов)
5. Владимир Сорокин, «Пир», сборник рассказов (номинировано: Александр Гантман, издатель, «Б.С.Г.-пресс», Москва; голосование БЖ: 6 баллов)

## Длинный список
1. Владислав Отрошенко, «Персона вне достоверности» (номинировано: Михаил Синельников, писатель, Москва; голосование БЖ: 4 балла)
2. Ольга Славникова, «Один в зеркале» (номинировано: Валерий Исхаков, писатель, Екатеринбург, журнал «Урал»; голосование БЖ: 4 балла)
3. Татьяна Толстая, «Кысь», роман (номинировано: Никита Елисеев, критик, СПб; И. Захаров, издатель, Москва; В. Столяренко, банкир, Москва; голосование БЖ: 4 балла)
4. Леонид Амстиславский, «Невольные записки» (рукопись, номинировано: Наум Ним, журнал «Досье на цензуру», Москва; голосование БЖ: 3 балла)
5. Юрий Козлов, «Проситель», роман (номинировано: Владимир Ерёменко, критик, Москва; голосование БЖ: 3 балла)
6. Станислав Куняев, «Поэзия. Судьба. Россия» (номинировано: Андрей Воронцов, критик, «Московский журнал»; голосование БЖ: 3 балла)
7. Ирина Муравьёва, «Филемон и Бавкида» (номинировано: Н. Перова, лит. агент, Москва; голосование БЖ: 3 балла)
8. О'Санчес, «Кромешник» (номинировано: М. Максимов, критик, СПб; голосование БЖ: 3 балла)
9. Валерий Попов, «Ужас победы» (номинировано: И. Штемлер, писатель, СПб; голосование БЖ: 3 балла)
10. Борис Акунин, «Коронация» (номинировано: И. Захаров, издатель, Москва; голосование БЖ: 1 балл)
11. Нина Воронель, «Ведьма и парашютист» (номинировано: Нина Воронель, писатель, Израиль; голосование БЖ: 1 балл)
12. Владимир Глоцер, «Марина Дурново. Мой муж Даниил Хармс» (номинировано: А. Гантман, издатель, «Б.С.Г.-пресс», Москва; голосование БЖ: 1 балл)
13. Владимир Ерёменко, «Великомученица» (номинировано: Юрий Козлов, писатель, Москва; голосование БЖ: 1 балл)
14. Леонид Костомаров, «Огонь и вода» (номинировано: А. Мишарин, драматург, журнал «Новая Россия»; голосование БЖ: 1 балл)
15. Марина Москвина, «Гений безответной любви» (рукопись, номинировано: Д. Рубина, писатель, Израиль; голосование БЖ: 1 балл)
16. Светлана Шенбрунн, «Розы и хризантемы» (номинировано: Е. Трофимова, критик, журнал «Преображение», Москва; голосование БЖ: 1 балл)
17. А. Акатова, «Завтра — счастливый день» (рукопись, номинировано: Г. Якушева, зам. гл. ред. «Большой Российской Энциклопедии»)
18. Юз Алешковский, «Смерть в Москве» (номинировано: Борис Стругацкий, писатель, СПб)
19. Дмитрий Бавильский, «Семейство пасленовых» (рукопись, номинировано: В. Курицын, критик, Москва)
20. Михаил Березин, «Эвтаназия» (номинировано: М. Максимов, критик, СПб)
21. Светлана Василенко, «Дурочка» (номинировано: Владислав Отрошенко, писатель, Москва)
22. Евгений Витковский, «Павел II» (номинировано: Нина Воронель, писатель, Израиль)
23. Сергей Вихров, «Лунный загар», повесть (рукопись, номинировано: Л. Костюков, критик, эссеист, Москва)
24. Юрий Волков, «Эдип Царь» (рукопись, номинировано: Алексей Слаповский, писатель, Москва)
25. Андрей Волос, «Недвижимость» (рукопись, номинировано: Михаил Бутов, писатель, Москва)
26. Наталья Галкина, «Архипелаг Святого Петра» (номинировано: Борис Стругацкий, писатель, СПб)
27. Анастасия Гостева, «Приют просветленных» (рукопись, номинировано: Н. Санина, лит. агент, Москва)
28. Мария Дейнего, «Мария снов моих» (рукопись, номинировано: Людмила Улицкая, писатель, Москва)
29. Борис Евсеев, «Отреченные гимны» (рукопись, номинировано: П. Басинский, критик, «ЛГ», Москва)
30. Венедикт Ерофеев, «Записки психопата» (номинировано: Г. Успенский, издатель, «Вагриус», Москва)
31. Ольга Зондберг, «Биограмма танца перед Ректантерой Флооранс» (номинировано: И. Кукулин, критик, «НГ», Москва)
32. Лазарь Карелин, «Коридорная» (рукопись, номинировано: Г. Якушева, зам. гл. ред. «Большой Российской Энциклопедии»)
33. Нина Катерли, «Дневник сломанной куклы» (рукопись, номинировано: Я. Гордин, журнал «Звезда», СПб)
34. Лина Кертман, «Душа, родившаяся где-то» (номинировано: Н. Горланова, писатель, Пермь)
35. Владимир Киршин, «Дед Пихто» (номинировано: Н. Горланова, писатель, Пермь)
36. Николай Климонтович, «Далее везде» (номинировано: О. Клинг, критик, Москва)
37. Николай Климонтович, «Последняя газета» (номинировано: В. Салимон, писатель, журнал «Золотой век», Москва)
38. Николай Кононов, «Похороны кузнечика» (номинировано: Николай Кононов, писатель, гл. редактор «Ина-пресс», СПб)
39. Михаил Кононов, «Голая пионерка» (рукопись, номинировано: С. Коровин, писатель, СПб)
40. Леонид Костюков, «Великая страна» (рукопись, номинировано: Л. Бахнов, критик, журнал «Дружба народов»)
41. А. Крикливый, «Кто нынче хозяин в море-океане? : [О рыбной отрасли Дальнего Востока]» (номинировано: В. Федоров, писатель, Хабаровск, журнал «Дальний Восток»)
42. Павел Крусанов, «Укус ангела» (номинировано: А. Секацкий, философ, СПб)
43. Вячеслав Курицын, «Акварель для матадора» (рукопись, номинировано: Дмитрий Бавильский, критик, Челябинск)
44. Андрей Кучаев, «Рассказы» (номинировано: Андрей Воронцов, критик, «Московский журнал»)
45. Арсений Ларионов, «Раскаяние» (номинировано: Ю. Бондарев, писатель, Москва)
46. Андрей Левкин, «Цыганский роман» (номинировано: Дмитрий Бавильский, критик, Челябинск)
47. Владимир Маканин, «Удавшийся рассказ о любви» (номинировано: Н. Санина, лит. агент, Москва)
48. Давид Маркиш, «Стать Лютовым» (рукопись, номинировано: В. Тублин, писатель, Израиль)
49. Вадим Назаров, «Круги на воде», роман (рукопись, номинировано: А. Секацкий, философ, СПб)
50. Сергей Носов, «Хозяйка истории» (номинировано: С. Коровин, писатель, СПб)
51. Сергей Носов, «Член общества, или Голодное время» (номинировано: В. Курицын, критик, Москва)
52. Борис Останин, «Пунктиры» (номинировано: Вадим Назаров, гл.ред.изд-ва «Амфора», СПб)
53. Максим Павлов, «Машенька» (номинировано: Леонид Костюков, критик, эссеист, Москва)
54. Марина Палей, «Лонгдистенс, или Славянский акцент» (номинировано: Михаил Бутов, писатель, Москва)
55. Александр Покровский, «72 метра» (номинировано:Николай Кононов, писатель, гл. редактор «Ина-пресс», СПб)
56. Юрий Поляков, «Замыслил я побег» (номинировано: Владимир Ерёменко, критик, Москва; Юрий Козлов, писатель, Москва)
57. Дмитрий Пригов, «Живите в Москве» (номинировано: Е. Трофимова, критик, журнал «Преображение», Москва; О. Хлебников, писатель, «Новая газета»)
58. Вячеслав Пьецух, «Русские анекдоты» (номинировано: В. Салимон, писатель, журнал «Золотой век», Москва)
59. Валерий Роньшин, «Осенний карнавал смерти» (рукопись, номинировано: Н. Перова, лит. агент, Москва)
60. Нина Садур, «И тогда я прыгну» (рукопись, номинировано: О. Юрьев, писатель, Германия)
61. Сергей Сакин, Павел Тетерский, «Больше Бэна. Русский сюрприз для королевы-мамы» (рукопись, номинировано: А. Гаврилов, гл.ред. журнала «Книжное обозрение»)
62. Юрий Салин, «Русская идея — это земля» (номинировано: В. Федоров, писатель, Хабаровск, журнал «Дальний Восток»)
63. Александр Секацкий, «Три шага в сторону» (номинировано: В. Назаров, гл.ред.изд-ва «Амфора», СПб)
64. Сергей Сибирцев, «Привратник бездны» (рукопись, номинировано: Игорь Штокман, критик, Москва)
65. Михаил Смоляницкий, «Зеркало» (рукопись, номинировано: А. Михайлов, драматург, журнал «Новая Россия»)
66. Дмитрий Стахов, «История страданий бедолаги, или Семь путешествий Половинкина» (номинировано: Л. Бахнов, критик, журнал «Дружба народов»)
67. Ирина Уварова-Даниэль, «Не оглядывайся!» (рукопись, номинировано: Наум Ним, журнал «Досье на цензуру», Москва)
68. Людмила Улицкая, «Казус Кукоцкого» (номинировано: В. Столяренко, банкир, Москва)
69. Алексей Цветков, «Просто голос» (рукопись, номинировано: О. Юрьев, писатель, Германия)
70. Алан Черчесов, «Венок на могилу ветра» (номинировано: А. Немзер, критик, «Время новостей», Москва; Михаил Синельников, писатель, Москва)
71. Александр Чудаков, «Ложится мгла на старые ступени» (номинировано: О. Клинг, критик, Москва; А. Немзер, критик, «Время новостей», Москва)
72. Михаил Чулаки, «Большой футбол Господень» (номинировано: И. Штемлер, писатель, СПб)
73. Дмитрий Шкарин, «Черная бабочка» (номинировано: Валерий Исхаков, писатель, Екатеринбург, журнал «Урал»)
74. Игорь Штокман, Рассказы (номинировано: Игорь Штокман, критик, Москва)
75. Олег Юрьев, «Полуостров Жидятин» (номинировано: И. Кукулин, критик, «НГ», Москва)

## Большое жюри — состав и голосование
| Большое жюри                                          | 3 балла                                          | 1 балл                                                  |
| ----------------------------------------------------- | ------------------------------------------------ | ------------------------------------------------------- |
| Любовь Аркус, журнал «Сеанс»                          | Эдуард Лимонов, «Книга мертвых»                  | Дмитрий Быков, «Оправдание»                             |
| Владимир Бондаренко, критик, газета «День литературы» | Александр Проханов, «Идущие в ночи»              | Эдуард Лимонов, «Книга мертвых»                         |
| Александр Вознесенский, критик, газета «Ex Libris»    | Татьяна Толстая, «Кысь»                          | Эдуард Лимонов, «Книга мертвых»                         |
| Эргали Гер, писатель                                  | Сергий Болмат, «Сами по себе»                    | Леонид Юзефович, «Князь ветра»                          |
| Лев Данилкин, критик                                  | Леонид Юзефович, «Князь ветра»                   | Дмитрий Быков, «Оправдание»                             |
| Владимир Захаров, директор института им. Л. Д. Ландау | Ольга Славникова, «Один в зеркале»               | Леонид Костомаров, «Огонь и вода»                       |
| Виталий Зеленский, критик, журнал «Сибирские огни»    | Александр Проханов, «Идущие в ночи»              | Борис Акунин, «Коронация»                               |
| Александр Иванов, издатель, «Ad Marginem»             | Владимир Сорокин, «Пир»                          | Сергий Болмат, «Сами по себе»                           |
| Сергей Князев, критик                                 | Сергий Болмат, «Сами по себе»                    | Татьяна Толстая, «Кысь»                                 |
| Вадим Кожинов, критик                                 | Станислав Куняев, «Поэзия. Судьба. Россия»       | —                                                       |
| Валентин Курбатов, критик                             | Александр Проханов, «Идущие в ночи»              | Леонид Юзефович, «Князь ветра»                          |
| Александр Ливергант, институт «Открытое общество»     | Ирина Муравьёва, «Филемон и Бавкида»             | Сергий Болмат, «Сами по себе»                           |
| Александр Мелихов, писатель                           | Валерий Попов, «Ужас победы»                     | Нина Воронель, «Ведьма и парашютист»                    |
| Алексей Мокроусов, критик                             | Леонид Амстиславский, «Невольные записки»        | Марина Москвина, «Гений безответной любви»              |
| Татьяна Москвина, критик                              | Дмитрий Быков, «Оправдание»                      | Светлана Шенбрунн, «Розы и хризантемы»                  |
| Н. Орлова, критик, литературовед                      | Владислав Отрошенко, «Персона вне достоверности» | Владимир Глоцер, «Марина Дурново. Мой муж Даниил Хармс» |
| Михаил Панин, писатель                                | О'Санчес, «Кромешник»                            | Ольга Славникова, «Один в зеркале»                      |
| Юрий Поляков, писатель                                | Юрий Козлов, «Проситель»                         | Владимир Ерёменко, «Великомученица»                     |
| Илья Смирнов, директор Института восточных культур    | Владимир Сорокин, «Пир»                          | Владислав Отрошенко, «Персона вне достоверности»        |
| Ян Фёдоров, Кембриджский университет                  | Эдуард Лимонов, «Книга мертвых»                  | Дмитрий Быков, «Оправдание»                             |

## Малое жюри — состав
| Малое жюри                                       | Выбор                               |
| ------------------------------------------------ | ----------------------------------- |
| Почётный председатель малого жюри Ирина Хакамада |                                     |
| Дмитрий Дибров                                   |                                     |
| Владимир Коган                                   | Александр Проханов, «Идущие в ночи» |
| Павел Крусанов                                   |                                     |
| Эдуард Лимонов                                   |                                     |
| Артемий Троицкий                                 |                                     |
| Елена Шварц                                      |                                     |